# Estados Unidos en los Juegos Paralímpicos de Sochi 2014
Estados Unidos estuvo representado en los Juegos Paralímpicos de Sochi 2014 por un total de 72 deportistas, 52 hombres y 20 mujeres.

## Medallistas
El equipo paralímpico estadounidense obtuvo las siguientes medallas:
| Nombre | Deporte            | Evento                                       |
| --- | ------------------ | -------------------------------------------- |
| Oro |                    |                                              |
| Evan Strong | Esquí alpino       | Snowboard campo a través de pie masculino    |
| Tyler Carron Steven Cash Taylor Chace Declan Farmer Nikko Landeros Jen Lee Taylor Lipsett Dan McCoy Kevin McKee Adam Page Josh Pauls Rico Roman Brody Roybal Paul Schaus Greg Shaw Joshua Sweeney Andy Yohe | Hockey sobre hielo | Torneo mixto                                 |
| Plata |                    |                                              |
| Alana Nichols | Esquí alpino       | Descenso sentado femenino                    |
| Mark Bathum | Esquí alpino       | Supergigante discapacidad visual masculino   |
| Mark Bathum | Esquí alpino       | Supercombinada discapacidad visual masculino |
| Heath Calhoun | Esquí alpino       | Supercombinada sentado masculino             |
| Mike Shea | Esquí alpino       | Snowboard campo a través de pie masculino    |
| Tatyana McFadden | Esquí de fondo     | 1 km velocidad sentado femenino              |
| Oksana Masters | Esquí de fondo     | 12 km sentado femenino                       |
| Bronce |                    |                                              |
| Stephanie Jallen | Esquí alpino       | Supergigante de pie femenino                 |
| Stephanie Jallen | Esquí alpino       | Supercombinada de pie femenino               |
| Laurie Stephens | Esquí alpino       | Descenso sentado femenino                    |
| Laurie Stephens | Esquí alpino       | Supergigante sentado femenino                |
| Allison Jones | Esquí alpino       | Descenso de pie femenino                     |
| Danelle Umstead | Esquí alpino       | Supercombinada discapacidad visual femenino  |
| Amy Purdy | Esquí alpino       | Snowboard campo a través de pie femenino     |
| Keith Gabel | Esquí alpino       | Snowboard campo a través de pie masculino    |
| Oksana Masters | Esquí de fondo     | 5 km sentado femenino                        |